# Метод ізобар
Метод ізобар (рос. метод изобар; англ. isobaric method; нім. Isobarverfahren n) — у нафтовилученні — гідродинамічний метод визначення фільтраційних параметрів пласта, оснований на вивченні усталеної фільтрації рідин і газів, який передбачає:
- одержання даних про пластовий тиск в різних точках покладу;
- побудову карти ізобар;
- проведення ліній течії, перпендикулярних до ізобар;
- визначення для ділянок покладу гідропровідності і проникності пласта з використанням даних про витрату рідини, яка проходить через ділянку, перепади тиску на ділянці, характеристики розмірів ділянки, відстаней між ізобарами і ін.